# Форментера
Форменте́ра (исп. Formentera) — один из Питиузских островов (юго-западной части Балеарских островов) в Средиземном море. Принадлежит Испании.
Остров является частью автономного сообщества Балеарских островов, в административном отношении управляется Советом Ивисы и Форментеры. Форментера образует один муниципалитет, который также называется Форментера. Население острова — 9962 человека (2010). Плотность населения — 120 чел./км². Основные населённые пункты — Сан-Франсиско-Хавьер, Сан-Ферран-де-сес-Рокес, Эль-Пилар-де-ла-Мола и Ла-Савина.
Каталанский язык является местным разговорным и официальным языком, кроме него, ещё один официальный — испанский язык.

## География

Карта острова Форментера

Герб Форментеры

Флаг Форментеры

Длина острова — 23 километра, ширина — 2—17 км, он расположен примерно в 6 км к югу от Ивисы. Площадь — 83,24 км².

## Климат
Климат на острове вполне комфортный. Почти 300 дней в году солнечно. Влажность воздуха — около 70 %. Зима мягкая, около +15 °C. Летом бывает сухо и жарко — обычно +26 °C, максимум +30 °C. Весной и осенью в среднем +20 °C. Температура моря часто выше, чем на суше. Средний показатель для июня и октября — 21 °C-25 °C в августе. Купальный сезон длится с апреля по октябрь.
Зима на острове мягкая. Лето сухое и жаркое. Среднегодовая температура на острове Форментера равна +18 °C. Ветер преимущественно северный, особенно в зимнее время.

## История
Считается, что название острова происходит от латинского слова frumentum, что означает «пшеница». Находки археологов говорят о том, что поселения на острове существовали уже в 2000 до н.э. Остров принадлежал Карфагену, затем был передан Риму. В последующие века им владели вестготы, византийцы, вандалы и арабы. Форментера была завоёвана каталонцами, которые присоединили остров к владениям Арагона, позднее он стал частью средневекового королевства Мальорка.

## Население
| 2001    | 2002    | 2003    | 2004    | 2005    | 2006    | 2007    | 2008    | 2009    |
| ------- | ------- | ------- | ------- | ------- | ------- | ------- | ------- | ------- |
| 6875    | ↗7461   | ↗7607   | ↘7131   | ↗7506   | ↗7957   | ↗8442   | ↗9147   | ↗9552   |
| 2010    | 2011    | 2012    | 2013    | 2014    | 2015    | 2016    | 2017    | 2018    |
| ↗9962   | ↗10 365 | ↗10 757 | ↗11 374 | ↗11 545 | ↗11 878 | ↗12 124 | ↗12 280 | ↘12 216 |
| 2019    | 2020    | 2021    | 2022    | 2022    | 2023    | 2024    |         |         |
| ↘12 111 | ↘11 904 | ↘11 708 | ↘11 418 | →11 418 | ↘11 171 | ↗11 389 |         |         |

## Экономика
Жители острова, в основном, заняты сельским хозяйством и обслуживанием туристов.

## Транспорт
Автомобили на Форментере не в почете, зато здесь специально разработаны 19 веломаршрутов.
По острову колесит и автобус. Его единственный маршрут представляет собой кольцо, проходящее через порт и все три селения. С мая по октябрь автобус курсирует раз в два часа с 9 до 8 часов вечера, в остальное время — раз в день.
На Форментере нет аэропорта, и добраться до неё можно только морем, поэтому Форментера — самый тихий из Балеарских островов. Как правило, путь туристов пролегает из двух основных портов Ивисы — на паромах и скоростных пассажирских катамаранах. На первых время в пути составляет 1 час, на вторых — 30 минут. Один билет туда-обратно обойдется туристу примерно в €37—40. При этом до самой Ибицы можно добраться либо чартером, либо транзитным, со стыковкой в Мадриде или Барселоне, рейсом.
Кроме того, на Форментеру можно добраться и с континента. По вторникам, четвергам и субботам ходит катер из Дении. Время в пути — 2,5 часа.

## Пляжи Форментеры

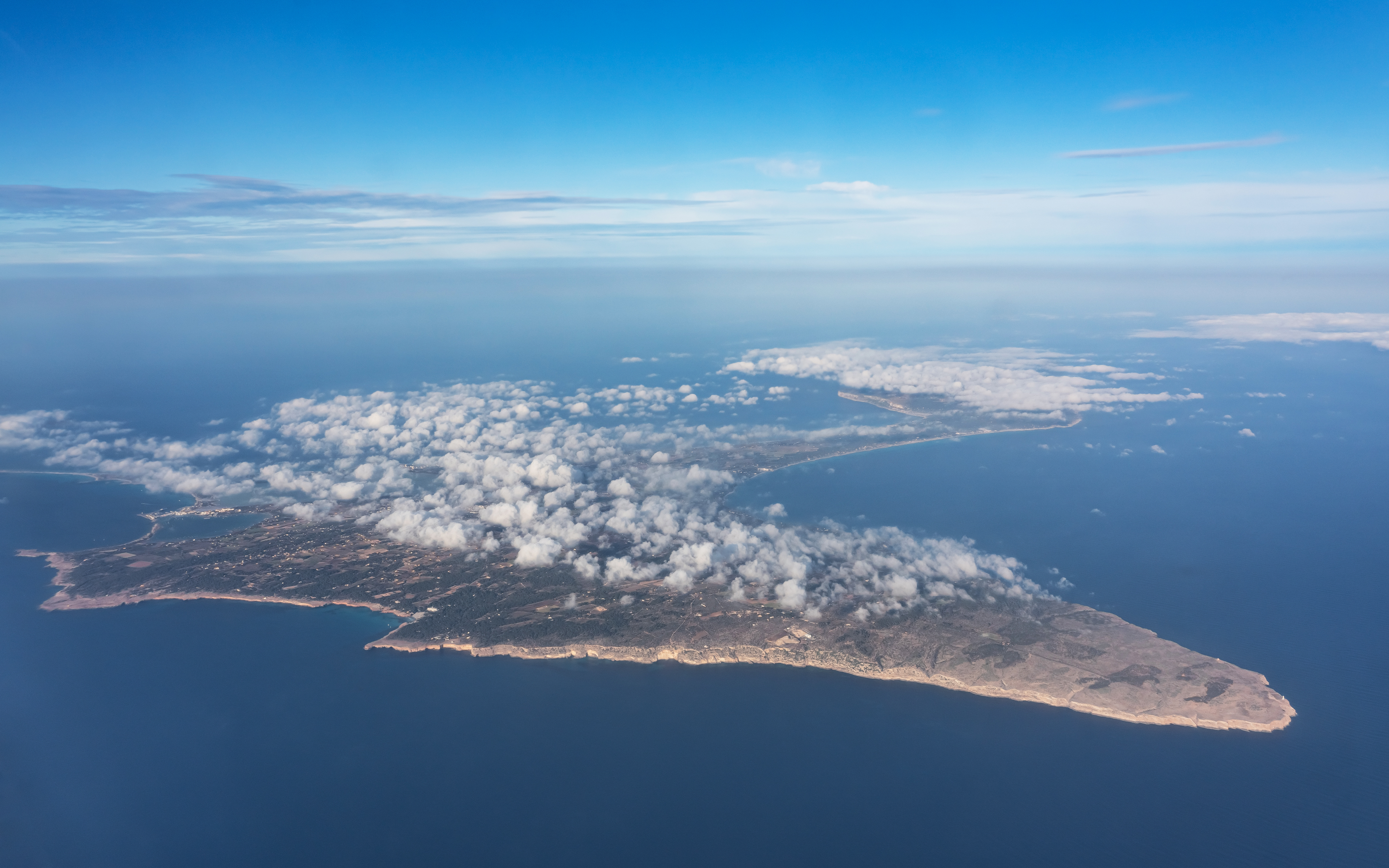
Форментера с воздуха

С северной стороны постепенно развивается организованный туризм в Сант-Ферране с красивыми белыми песками и соснами на берегу, а с запада — тонкая полоса необработанной местности с двумя тихими пляжами. Платжа-де-Мигжорн на юге — это пятикилометровый отрезок песков с баром или отелем. Это место облюбовали нудисты.
Самые популярные пляжи Форментеры: шестикилометровый песчаный полумесяц Platja de Migjorn (Платжа-де-Мигжёрн) на юге, Platja Illetes (Платжа-Ильетес) и Platja Llevant (Платжа-Ллевант) на севере и Cala Saona (Кала-Саона) — залив в укромной каменистой бухте с видом на «мистическую» гору Эс-Верда и остров Ивиса. Это самые чистые, длинные и пустынные пляжи во всей Испании.
Форментера считается одним из лучших мест для пляжного отдыха на Средиземноморье. Причём в 2010 году она заняла пятую строчку в Топ-10 лучших пляжей Европы по версии популярного сайта TripAdvisor. При этом в «пиковые» месяцы отдыха (в июле и августе) на Форментере сложно найти ночлег, а ставить палатки на острове запрещено.
Развитой туристической инфраструктуры — баров, шезлонгов и проката скутеров — здесь нет. Главное достояние этих пляжей — зелено-бирюзовое море, белоснежный песок и чистейший воздух, пропитанный запахом трав и ароматом окрестных сосен.
Своим зелено-бирюзовым цветом воды Форментера обязана лугам посидонии, сложившимся на 40-метровой глубине моря. Это подводное растение дает кров и пищу огромному количеству самых разнообразных морских существ. Поэтому ЮНЕСКО объявило колонию посидонии возле Форментеры «Биосферным Заповедником», а сам остров и его акваторию — Мировым наследием человечества. При этом подводная жизнь у берегов Форментеры как на ладони: видимость 10—15 метров. Все, что происходит на глубине, можно разглядеть с поверхности моря с помощью маски и дыхательной трубки.
Поговорим подробнее о популярных пляжах: Плайя-Ильетес (4 км от посёлка Ла-Савина) — место, популярное у любителей высококлассного пляжного отдыха. Здесь действительно белоснежный песок и невероятно прозрачная вода (вся подводная жизнь — как на ладони). Добраться на пляж от большинства отелей можно на велосипеде. Кала-Саона (5 км от столицы Сан-Франсес) — укромный залив с видом на остров Ибица «мистическую гору» Эс-Верда. Попасть сюда можно пешком или на велосипеде. Плайя-де-Миджорн (2 км от столицы Сан-Франсес) — пятикилометровая полоса чистейших песков, где нетрудно найти укромное тихое место для полноценного отдыха. Над пляжем Плайя-де-Пужолс в городке Эс-Пужолс гордо развевается «синий флаг», подлинный сертификат экологической чистоты высшей пробы. Пляж Плайя-де-Левант (3 км от городка Эс-Пужолс) расположен в природоохранной зоне. Песчаные дюны отделяют его от соляных озёр.
Остров известен ещё и тем, что на всех его пляжах нет запрета на нудизм. В разгар туристического сезона на острове находится до 50—60 тыс. отдыхающих. Многие туристы приезжают на остров всего на день — чтобы искупаться и позагорать без купальников. Журнал Forbes в 2006 году включил один из пляжей Форментеры — Карамбу — в Топ-13 лучших топлесс-пляжей мира.

## Места для развлечений и шоппинга на Форментере
Самое развитое в туристическом отношении местечко острова — Es Pujols (Эс-Пужолс). Здесь находятся гостиницы, рестораны, магазины, единственные клубы острова Tipic и Magoo, прокат оборудования для занятий водными видами спорта, а по вечерам проходит ярмарка сувениров «хиппи».

## Развлечения, экскурсии и достопримечательности
В «столице» острова есть три картинных галереи (Sa Nostra Art Gallery, Municipal Hall Art Gallery и La Caixa Art Gallery), два театра (Theatre Discover и Theatre Manoel) и несколько кинотеатров (обычные и 3D IMAX). А также этнологический музей, где можно узнать об образе жизни и традиционных ремеслах населения острова, и парк с очень богатой флорой и фауной.
На Форментере имеются и свои гастрономические маршруты. Главный из них проходит через винодельческие фермы — например, Bodega Cap de Barbaria и Bodega Terramo. Отведать местные блюда и насладиться прекрасной природой можно и в небольшом поселении рыбаков — Es Calo de Sant Agusti.
Что касается магазинов, то их вполне достаточно для заядлых шопоголиков. Открыты они по 12 часов в сутки с 9:30 утра до 9:30 вечера. Сиеста с 2 до 5 часов дня.
Стандартный экскурсионный минимум — обзорная экскурсия по острову на автобусах (~€70) или на велосипеде (~€55). А максимум — круиз на катере вдоль живописных берегов до мыса Es Vedra. Вообще передвигаться по острову лучше самостоятельно, взяв в порту Ла-Савина (La Savina) напрокат машину, мопед или велосипед.
В качестве главных достопримечательностей выступают религиозные постройки: это церковь St Francesc Xavier, построенная в XVIII веке, и капелла Са-Танка-Велья второй половине XIX века в местечке Сан-Франсес. Из природно-исторических памятников стоит уделить внимания древним мегалитам на мысе Барбариа (2000 годом до н. э.) и Ка-На-Коста, рядом с Эс-Пужолс (2000—1600 г. до н. э.). Чуть новее, а от того и лучше сохранившиеся достопримечательности — римская крепость Кан-Блай — прямоугольник с пятью башнями, который находится на возвышенности между селениями Сабина и Ла-Мола; и Caserio de Balafia — интересный арабский архитектурный комплекс из 7 домов и 2 башен на севере Форментеры.
В местечке Ла-Мола стоит обратить внимание на мельницу (XVIII век) и маяк. Маяк расположился на отвесной скале, в самой высокой точке острова. Многие считают это место магическим. Также известно, что именно им вдохновлялся Жюль Верн, когда писал «Двадцать тысяч лье под водой». Ещё один маяк, кстати, можно найти на мысе Барбария. Там же находятся древние дольмены.
К числу чисто природных достопримечательностей Форментеры можно отнести лагуну Эстани-дес-Пейш, которая через узкий проход соединяется с открытым морем и считается идеальным местом для занятий водными видами спорта. А также озера Пудент и Пещ, и пещеру Эн-Ксерони, площадью около 750 м². Наконец, можно прогуляться к каменоломне Пунта-де-Са-Педрера — своеобразный природный феномен Форментеры.
«Визитная карточка» Форментеры — белые домики с синими ставнями и ветряные мельницы.

## В литературе
Последние страницы предпоследнего романа Кормака Маккарти Пассажир описывают главного героя, живущего на Форментере в ветряной мельнице.